# Skalina (skała)

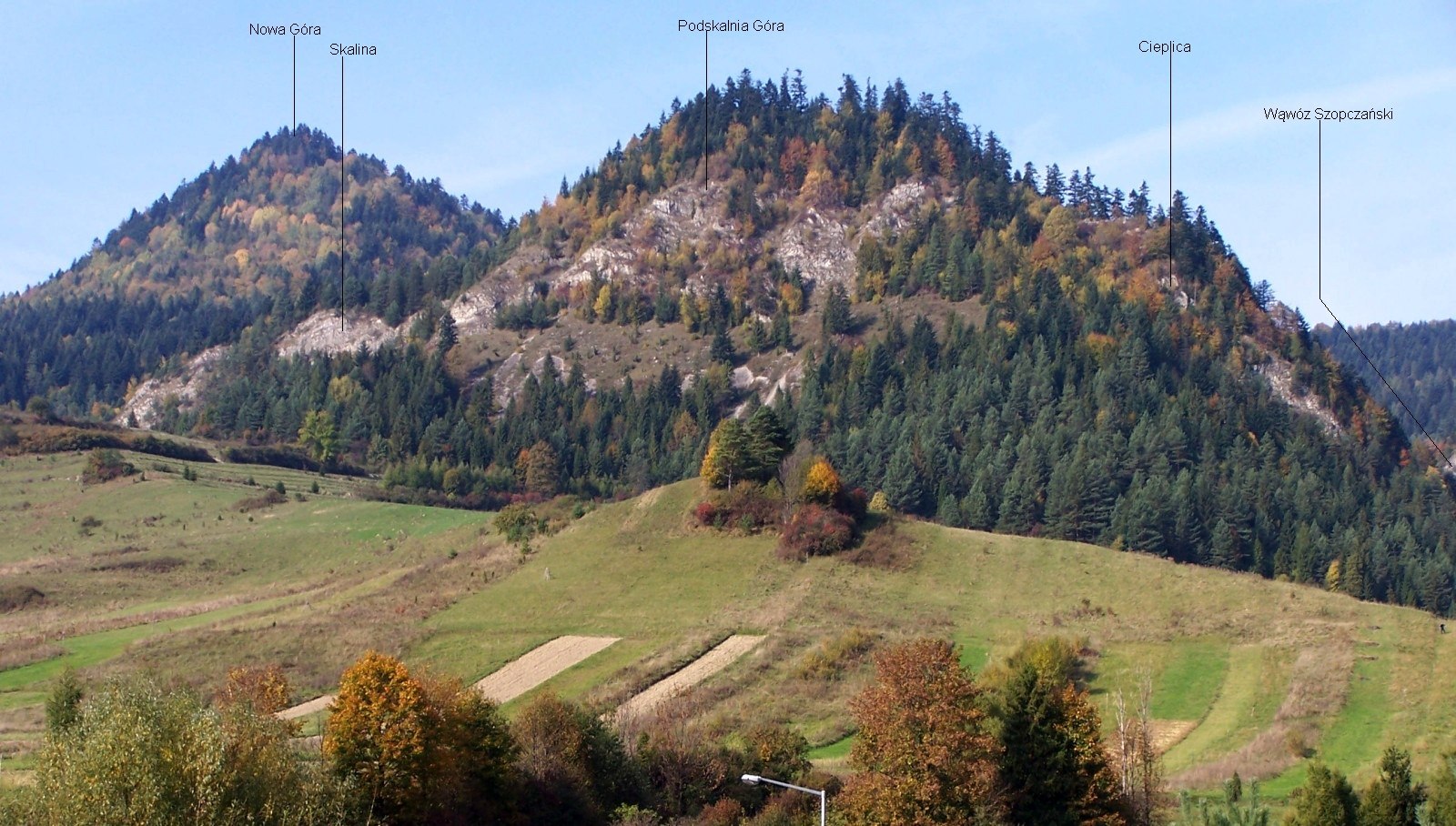

Skalina – skała w Pieninach Czorsztyńskich należących do Pienin Właściwych. Znajduje się w Sromowcach Niżnych w województwie małopolskim, w powiecie nowotarskim, w gminie Czorsztyn, w Pienińskim Parku Narodowym.
Skalina znajduje się w południowym grzbiecie Podskalniej Góry. Grzbiet ten oddziela dolinę Kotłowego Potoku (po zachodniej stronie) od doliny Korciepczanego Potoku (po wschodniej stronie). W kierunku z północy na południe kolejno są w nim: Podskalnia Góra, Skalina, Magierowa Skałka i Szewców Gronik kończący grzbiet. Skalina znajduje się w bezpośrednim sąsiedztwie Poskalnej Góry i jest to naga, zbudowana z wapieni skała